# 2022年カナダグランプリ
2022年カナダグランプリ（英:  2022 Canadian Grand Prix）は、2022年のF1世界選手権の第9戦として、2022年6月19日にジル・ヴィルヌーヴ・サーキットにて開催。
正式名称は「Formula 1 AWS Grand Prix Du Canada 2022」。

## 背景
タイヤ
本レースでピレリが持ち込むドライ用タイヤのコンパウンドはハード（白）：C3、ミディアム（黄）：C4、ソフト（赤）：C5のソフト寄りの組み合わせ。提供されるセット数はハード2、ミディアム3、ソフト8。
| ドライ用   | ドライ用       | ドライ用   | ウェット用           | ウェット用   |
| C3         | C4             | C5         | インターミディエイト | フルウェット |
| ---------- | -------------- | ---------- | -------------------- | ------------ |
| （ハード） | （ミディアム） | （ソフト） | （小雨用）           | （大雨用）   |
DRS：3箇所※（　）内は検知ポイント
- DRS1：ターン7より95m先から（ターン5より15m先）
- DRS2：ターン12の手前155mから（ターン9より110m先）
- DRS3：ターン14より70m先から（DRS2と同様）

## エントリーリスト
前戦から変更なし。

## フリー走行
FP1
2022年6月17日 14:00 EDT(UTC-4)
トップはマックス・フェルスタッペン。雲が多く雨が予想されたセッションだったが降ることはなかった。セッション中断やVSCなどが導入されることなく、ランド・ノリスを除く全車が2～30周の周回を重ねた。
FP2
2022年6月17日 17:00 EDT(UTC-4)
FP1に続きトップはフェルスタッペン。アルファロメオのバルテリ・ボッタスは度重なるトラブルにより走行は3周に留まった。セッション終盤には真っ黒な雲に覆われたが最後まで雨が降ることはなかった。
FP3
2022年6月18日 13:00 EDT(UTC-4)
トップはフェルナンド・アロンソ。予報通りの雨となり前日よりも大幅に寒いセッションとなった。決勝の天気予報は晴れだったため、セッション開始から20分過ぎても大半がガレージに留まっており、各車の周回数は少なかった。

## 予選
2022年6月18日 14:00 EDT(UTC-4)（文章の出典）
ポールはマックス・フェルスタッペンでシーズン2度目、通算15回目の獲得。2番手にフェルナンド・アロンソ、3番手にカルロス・サインツ。アロンソがフロントロウに並ぶのは2012年ドイツGP以来。予選は終始雨の中行われ、Q1では全車がエクストリームウェットを履いて路面状況が変わる中、周回を重ねた。Q2ではインターミディエイトでのタイム計測となった。アレクサンダー・アルボンはコースオフしバリアに衝突したが、ダメージは小さくコースへ復帰した。直後にターン3でセルジオ・ペレスも同様にバリアへ衝突、こちらはコース復帰が出来ず、マシン回収のために赤旗中断となった。Q3ではジョージ・ラッセルがソフトタイヤでタイム計測を試みたが、ターン2でコースアウトしバリアに接触した。

### 予選結果
| 順位                | No. | ドライバー                 | コンストラクター                        | Q1       | Q2       | Q3       | Grid |
| ------------------- | --- | -------------------------- | --------------------------------------- | -------- | -------- | -------- | ---- |
| 1                   | 1   | マックス・フェルスタッペン | レッドブル-RBPT                         | 1:32.219 | 1:23.746 | 1:21.299 | 1    |
| 2                   | 14  | フェルナンド・アロンソ     | アルピーヌ-ルノー                       | 1:32.277 | 1:24.848 | 1:21.944 | 2    |
| 3                   | 55  | カルロス・サインツ         | フェラーリ                              | 1:32.781 | 1:25.197 | 1:22.096 | 3    |
| 4                   | 44  | ルイス・ハミルトン         | メルセデス                              | 1:33.841 | 1:25.543 | 1:22.891 | 4    |
| 5                   | 20  | ケビン・マグヌッセン       | ハース-フェラーリ                       | 1:32.957 | 1:26.254 | 1:22.960 | 5    |
| 6                   | 47  | ミック・シューマッハ       | ハース-フェラーリ                       | 1:33.707 | 1:25.684 | 1:23.356 | 6    |
| 7                   | 31  | エステバン・オコン         | アルピーヌ-ルノー                       | 1:33.012 | 1:26.135 | 1:23.529 | 7    |
| 8                   | 63  | ジョージ・ラッセル         | メルセデス                              | 1:33.160 | 1:24.950 | 1:23.557 | 8    |
| 9                   | 3   | ダニエル・リカルド         | マクラーレン-メルセデス                 | 1:33.636 | 1:26.375 | 1:23.749 | 9    |
| 10                  | 24  | 周冠宇                     | アルファロメオ-フェラーリ               | 1:33.692 | 1:26.116 | 1:24.030 | 10   |
| 11                  | 77  | バルテリ・ボッタス         | アルファロメオ-フェラーリ               | 1:33.689 | 1:26.788 |          | 11   |
| 12                  | 23  | アレクサンダー・アルボン   | ウィリアムズ-メルセデス                 | 1:34.047 | 1:26.858 |          | 12   |
| 13                  | 11  | セルジオ・ペレス           | レッドブル-RBPT                         | 1:33.929 | 1:33.127 |          | 13   |
| 14                  | 4   | ランド・ノリス             | マクラーレン-メルセデス                 | 1:34.066 | DNF      |          | 14   |
| 15                  | 16  | シャルル・ルクレール       | フェラーリ                              | 1:33.008 |          |          | 191  |
| 16                  | 10  | ピエール・ガスリー         | アルファタウリ-RBPT                     | 1:34.492 |          |          | 15   |
| 17                  | 5   | セバスチャン・ベッテル     | アストンマーティン・アラムコ-メルセデス | 1:34.512 |          |          | 16   |
| 18                  | 18  | ランス・ストロール         | アストンマーティン・アラムコ-メルセデス | 1:35.532 |          |          | 17   |
| 19                  | 6   | ニコラス・ラティフィ       | ウィリアムズ-メルセデス                 | 1:35.660 |          |          | 18   |
| 20                  | 22  | 角田裕毅                   | アルファタウリ-RBPT                     | 1:36.575 |          |          | 201  |
| 107% time: 1:38.674 |     |                            |                                         |          |          |          |      |
| ソース:             |     |                            |                                         |          |          |          |      |

追記
- ^1 - 角田とルクレールは追加のPUを使用したため最後尾からのスタート[12][13]。

## 決勝
2022年6月19日 14:00 EDT(UTC-4)（文章の出典）
優勝はマックス・フェルスタッペン。2位にカルロス・サインツ、3位にルイス・ハミルトンが続いた。
スタートタイヤは大半がミディアムを選択。スタートで大きな混乱はなかったがターン3でケビン・マグヌッセンとハミルトンが接触。マグヌッセンのフロントウイングの翼端板が破損し、のちにオレンジボールフラッグが振られた。9周目と20周目にセルジオ・ペレスとミック・シューマッハがターン3でマシントラブルによりそれぞれ停車、マシンの回収のためにVSCが導入された。また、49周目には角田裕毅がピットアウト直後にコースを曲がりきれずターン2でクラッシュ。これによりセーフティカーが導入された。残り16周でレース再開となった後はフェルスタッペンとサインツによる一騎打ちとなったが、サインツが横に並びかけるまでには至らず、フェルスタッペンが0.993秒差で逃げ切った。

### レース結果
| 順位    | No. | ドライバー                 | コンストラクター                        | 周回数 | タイム/リタイア原因 | Grid | Pts. |
| ------- | --- | -------------------------- | --------------------------------------- | ------ | ------------------- | ---- | ---- |
| 1       | 1   | マックス・フェルスタッペン | レッドブル-RBPT                         | 70     | 1:36:21.757         | 1    | 25   |
| 2       | 55  | カルロス・サインツ         | フェラーリ                              | 70     | +0.993              | 3    | 19FL |
| 3       | 44  | ルイス・ハミルトン         | メルセデス                              | 70     | +7.006              | 4    | 15   |
| 4       | 63  | ジョージ・ラッセル         | メルセデス                              | 70     | +12.313             | 8    | 12   |
| 5       | 16  | シャルル・ルクレール       | フェラーリ                              | 70     | +15.168             | 19   | 10   |
| 6       | 31  | エステバン・オコン         | アルピーヌ-ルノー                       | 70     | +23.890             | 7    | 8    |
| 7       | 77  | バルテリ・ボッタス         | アルファロメオ-フェラーリ               | 70     | +25.247             | 11   | 6    |
| 8       | 24  | 周冠宇                     | アルファロメオ-フェラーリ               | 70     | +26.952             | 10   | 4    |
| 9       | 14  | フェルナンド・アロンソ     | アルピーヌ-ルノー                       | 70     | +29.9451            | 2    | 2    |
| 10      | 18  | ランス・ストロール         | アストンマーティン・アラムコ-メルセデス | 70     | +38.222             | 17   | 1    |
| 11      | 3   | ダニエル・リカルド         | マクラーレン-メルセデス                 | 70     | +43.047             | 9    |      |
| 12      | 5   | セバスチャン・ベッテル     | アストンマーティン・アラムコ-メルセデス | 70     | +44.245             | 16   |      |
| 13      | 23  | アレクサンダー・アルボン   | ウィリアムズ-メルセデス                 | 70     | +44.893             | 12   |      |
| 14      | 10  | ピエール・ガスリー         | アルファタウリ-RBPT                     | 70     | +45.183             | 15   |      |
| 15      | 4   | ランド・ノリス             | マクラーレン-メルセデス                 | 70     | +52.1452            | 14   |      |
| 16      | 6   | ニコラス・ラティフィ       | ウィリアムズ-メルセデス                 | 70     | +59.978             | 18   |      |
| 17      | 20  | ケビン・マグヌッセン       | ハース-フェラーリ                       | 70     | +68.180             | 5    |      |
| Ret     | 22  | 角田裕毅                   | アルファタウリ-RBPT                     | 47     | DNF                 | 20   |      |
| Ret     | 47  | ミック・シューマッハ       | ハース-フェラーリ                       | 18     | DNF                 | 6    |      |
| Ret     | 11  | セルジオ・ペレス           | レッドブル-RBPT                         | 7      | DNF                 | 13   |      |
| ソース: |     |                            |                                         |        |                     |      |      |

追記
- ^FL - ファステストラップの1点を含む
- ^1 - アロンソは複数回にわたって走行ラインを変更したため、5秒のタイムペナルティ[17]。
- ^2 - ノリスはピットレーンの制限速度を5km/h超過したため、5秒のタイムペナルティ[18]。

## 第9戦終了時点のランキング

### ワールド・チャンピオンシップ
|         | 順位 | ドライバー                 | ポイント | 1位との差 |
| ------- | ---- | -------------------------- | -------- | --------- |
|         | 1    | マックス・フェルスタッペン | 175      |           |
|         | 2    | セルジオ・ペレス           | 129      | -46       |
|         | 3    | シャルル・ルクレール       | 126      | -49       |
|         | 4    | ジョージ・ラッセル         | 111      | -64       |
|         | 5    | カルロス・サインツ         | 102      | -73       |
| ソース: |      |                            |          |           |

|         | 順位 | コンストラクター        | ポイント | 1位との差 |
| ------- | ---- | ----------------------- | -------- | --------- |
|         | 1    | レッドブル-RBPT         | 304      |           |
|         | 2    | フェラーリ              | 228      | -76       |
|         | 3    | メルセデス              | 188      | -116      |
|         | 4    | マクラーレン-メルセデス | 65       | -239      |
| 1       | 5    | アルピーヌ-ルノー       | 57       | -247      |
| ソース: |      |                         |          |           |

- 注：いずれもトップ5まで掲載。

### DHLファステストラップアワード
|         | 順位 | ドライバー                 | 獲得数 |
| ------- | ---- | -------------------------- | ------ |
|         | 1    | シャルル・ルクレール       | 3      |
|         | 2    | マックス・フェルスタッペン | 2      |
|         | 3    | セルジオ・ペレス           | 2      |
| 1       | 4    | カルロス・サインツ         | 1      |
| 1       | 5    | ランド・ノリス             | 1      |
| ソース: |      |                            |        |

- 注：いずれもトップ5まで掲載。
- 注：ファストテストラップアワードは同数の場合、カウントバック方式がとられている。